# الدوائر الانتخابية في الكويت (1961–1976)
تم تقسيم مناطق الكويت إلى عشرة دوائر انتخابية لاختيار 50 نائب في مجلس الأمة الكويتي، وقد بدأ تطبيق هذه التقسيمه في انتخابات مجلس الأمة الكويتي 1963 وحتى انتخابات مجلس الأمة الكويتي 1975.
في عام 1961 تم تقسيم الكويت لأول مرة في تاريخها إلى 20 دائرة انتخابية طبقاً للقانون رقم 25 والخاص بنظام انتخاب أعضاء المجلس التأسيسي على أن يُنتخب نائب عن كل منطقة. ولكن لم يتم تفعيل هذا القانون وتم تعديله قبل العمل به، حيث صدر قانون في تاريخ 7 أكتوبر من العام نفسه ينص على أن يكون التقسيم إلى عشرة دوائر انتخابية تنتخب كل منها عضوين، وهو القانون الذي على أساسه تم انتخاب أعضاء المجلس التأسيسي المكون من عشرين نائبا.
وفي عام 1962 ظل تقسيم العشرة دوائر انتخابية كما هو، ولكن تم تعديل عدد الأعضاء المنتخبين إلى خمسة أعضاء عن كل دائرة بدلاً من أثنين وذلك طبقا لنص المادة 51 من القانون رقم 35 في شأن انتخابات أعضاء مجلس الأمة. وعلى أساسه تم إجراء أول انتخابات لمجلس الأمة الكويتي سنة 1963.
وظل قانون الدوائر الانتخابية كما هو حتى سنة 1976 (وهي السنة التي بها تم حل المجلس حلاً غير دستورياً) دون أن تطرأ عليه أية تغيرات جوهرية في أساسه، ولكن تمت بعض التعديلات الطفيفة من خلال تعديل أسماء بعض الدوائر ونقل بعض المناطق إلى دوائر أخرى.

## الدوائر الانتخابية والمناطق التابعة لها
تم تقسيم المناطق في تلك الفترة إلى الدوائر العشر.

### الدائرة الأولى
- الشرق
- دسمان
- بنيد القار
- المطبة
- البلوش
- الصوابر

### الدائرة الثانية
- القبلة
- المرقاب
- الصالحية

### الدائرة الثالثة
- الشويخ
- الصليبيخات
- الجهراء
- منطقة البر
- مدينة العمال

### الدائرة الرابعة
- الشامية
- الروضة
- الفروانية
- جليب الشيوخ
- العضيلية

### الدائرة الخامسة
- كيفان
- الخالدية
- أبرق خيطان
- السرة

### الدائرة السادسة
- القادسية
- المنصورية
- الفيحاء
- الحديقة

### الدائرة السابعة
- الدسمة
- الدعية
- فيلكا
- سائر الجزر

### الدائرة الثامنة
- حولي
- النقرة
- الجابرية
- العديلية

### الدائرة التاسعة
- السالمية
- الرميثية
- البدع
- الراس
- منطقة الشعب

### الدائرة العاشرة
- الأحمدي
- المقوع
- واره
- الصبيحية
- جعيدان
- البرقان
- الفحيحيل
- الشعيبة وما يليها جنوبا
- أبو حليفة
- المنقف
- الفنطاس
- الفنيطيس